# Chthoneis apicicornis
Chthoneis apicicornis es un coleóptero de la familia Chrysomelidae.
Fue descrita científicamente en 1864 por Baly.